# Monsanto (Idanha-a-Nova)
Pour les articles homonymes, voir Monsanto (homonymie).

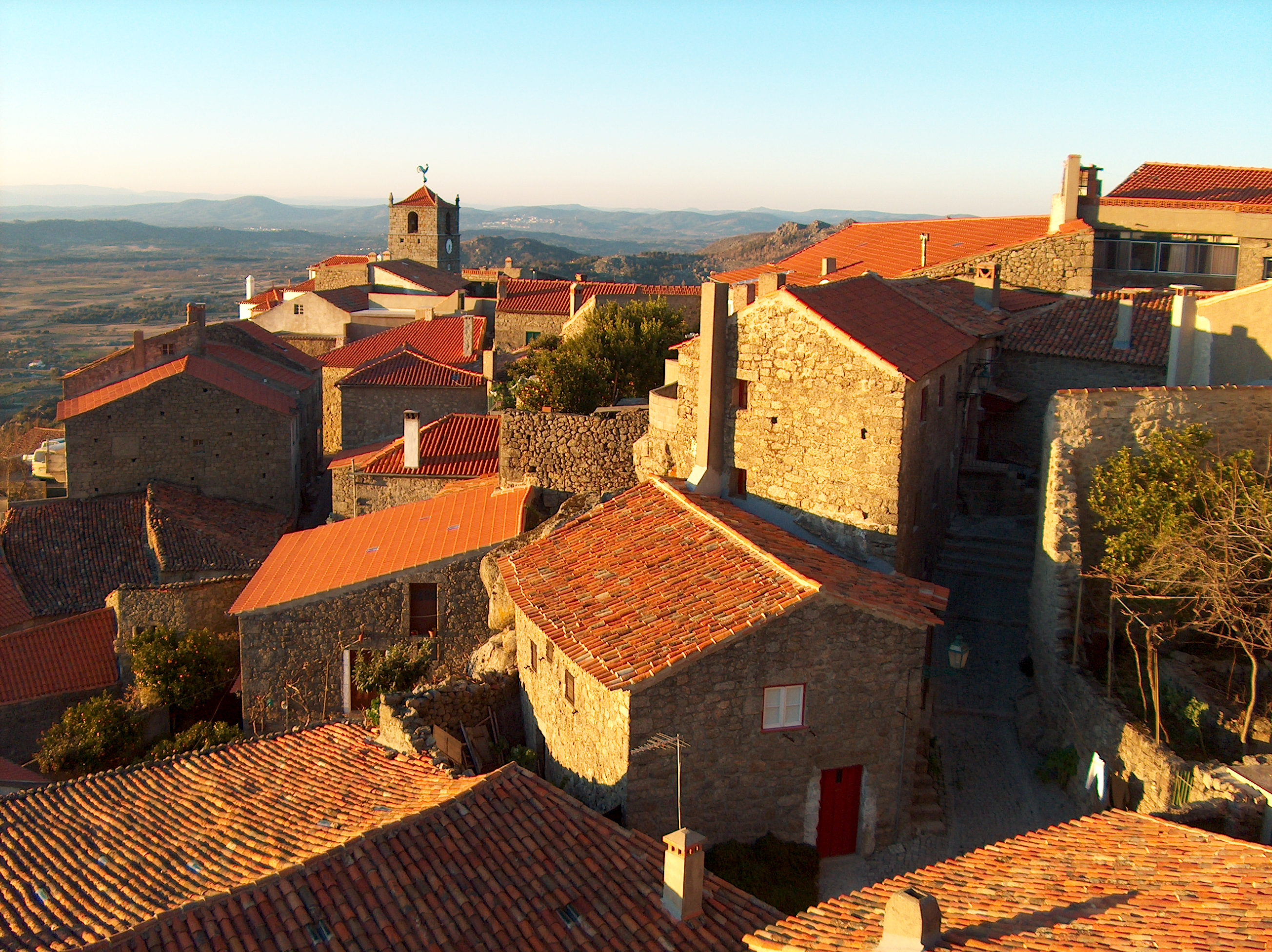
Monsanto et ses maisons de granite

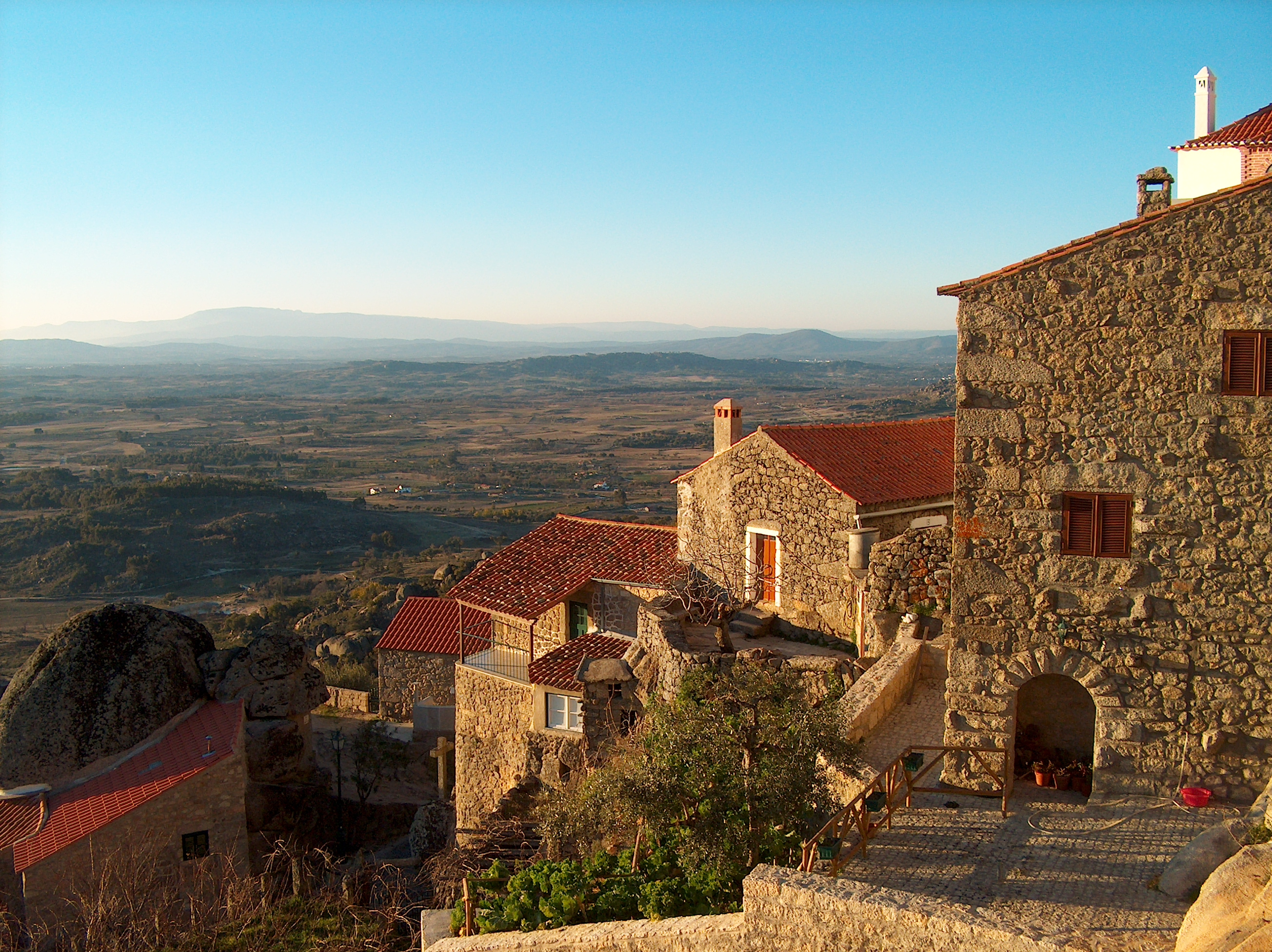
Monsanto (Portugal)

Monsanto est une freguesia portugaise de Idanha-a-Nova, avec 131,76 km2  et 1 160 habitants (2001). Densité : 8,8 hab/km2. 
Elle fut la commune plus importante du concelho entre 1174 et les débuts du XIXe siècle.
Le village est dominé par les vestiges d'un château dont le site inexpugnable était déjà occupé à l'époque romaine.

## Patrimoine
- Castelo e muralhas de Monsanto
- Capela de São Pedro de Vir à Corça ou Capela de São Pedro de Vira-Corça
- Estação arqueológica romana de São Lourenço
- Aldeia Velha de Monsanto
- Pelourinho de Monsanto
- Torre de Lucano
- Capela da Senhora da Azenha
- Capela da Senhora do Pé da Cruz
- Capela de Santa Maria do Castelo
- Capela de Santo António
- Capela de São José
- Capela de São Miguel do Castelo
- Capela de São Sebastião
- Capela do Espírito Santo
- Fonte Ferreiro
- Igreja da Misericórdia do Monsanto
- Igreja Matriz de Monsanto ou Igreja de São Salvador
- Solar da Família do Marquês da Graciosa (Posto de Turismo do Monsanto)
- Solar da Família Melo ou Solar dos Condes de Monsanto
- Solar da Família Pinheiro ou Solar da Fonte do Mono